# 글루타콘산
글루타콘산(Glutaconic acid)은 화학식 HO2CCH=CHCH2CO2H을 갖는 유기 화합물이다. 다이카복실산이 무색 고체로 존재하며 포화화학글루타르산 HO2CC(CH2)3CO2H와 관련이 있다. 에스터와 글루타콘산염은 글루타코네이트(glutaconate)로 부른다.